# Mrs. Henderson Presents
Mrs. Henderson Presents is een Britse tragikomedie uit 2005 geregisseerd door Stephen Frears en geschreven door Martin Sherman. De film werd in 2006 genomineerd voor de Oscars voor beste hoofdrolspeelster (Judi Dench) en die voor beste kostuums. Bij de Golden Globes dat jaar waren er nominaties in dezelfde categorieën plus een nominatie voor beste bijrolspeler (Bob Hoskins). De acteurs wonnen samen daadwerkelijk een National Board of Review Award.

## Plot
De zeventigjarige weduwe Laura Henderson (Judi Dench) koopt ter vermaak het Windmill Theatre in Londen en stelt Vivian Van Damm (Bob Hoskins) aan als manager. Daarin beginnen ze in 1937 met het variété-programma Revudeville, maar zodra andere theaters dit idee overnemen, lopen de inkomsten van het Windmill Theatre terug. Henderson komt daarom op het idee de shows te voorzien van vrouwelijk naakt, naar het voorbeeld van de Moulin Rouge in Parijs. Voor de Britten betekent dit niettemin een cultuurschok.

## Rolverdeling
| Acteur            | Personage       |
| ----------------- | --------------- |
| Judi Dench        | Laura Henderson |
| Bob Hoskins       | Vivian Van Damm |
| Will Young        | Bertie          |
| Kelly Reilly      | Maureen         |
| Thelma Barlow     | Lady Conway     |
| Christopher Guest | Lord Cromer     |